# デイヴィッド・ハートリー
デイヴィッド・ハートリー(David Hartley, 1705年8月8日-1757年8月28日)はイギリスの哲学者であり、観念連合心理学の創始者である。王立協会会員(1736年-)。

## 来歴
ハートリーはヨークシャーのハリファクス(Halifax, Yorkshire)近郊で生まれた。母はハートリー誕生の3カ月後、イギリス国教会の牧師であった父はハートリーが15歳の時に、それぞれ他界した。彼はブラッドフォード・グラマー・スクール(Bradford Grammar School)とケンブリッジのジーザス・カレッジ(Jesus College)で教育を受け、1772年にはケンブリッジのフェローになった。当初イングランド国教会の聖職位を取ることを目指していたが、主として永劫罰(eternal punishment)の教義に反対するなど、国教会の三十九箇条に同意することにためらっており、やがて医学を志すことになる（ただし、国教会に属してはおり、当時の著名な聖職者らとの深いつながりがあった）。彼は教会組織にも市民社会にも責任を果たす義務を感じていた。
1730年、アリス・ローリー(Alice Rowley)と結婚するが、アリスは息子のデイヴィッド(David, 1731-1813)が生まれた翌年に他界し、その後1735年にバークシャーにおけるシェリングフォード(Shellingford)及びバックルベリー(Bucklebury)のロバート・パッカー(Robert Packer)の娘エリザベス(Elizabeth)と二度目の結婚をする(この結婚は裕福で影響力のあったパッカー家の反対の中で行われた)。エリザベスとの間にはメアリ(Mary, 1736-1803)と後に下院議員になるウィンチコウム・ヘンリ(Winchcombe Henry, 1740-94)の二人の子供がいた。
ハートリーはニューアーク(Newark)、ベリー・セント・エドマンズ(Bury St Edmunds)、ロンドン、そして最後にバース(Bath)で内科医を営んでおり、バースで1757年に死んだ。
ハートリーは菜食主義者であった。

## 『人間論』(Observations on Man)

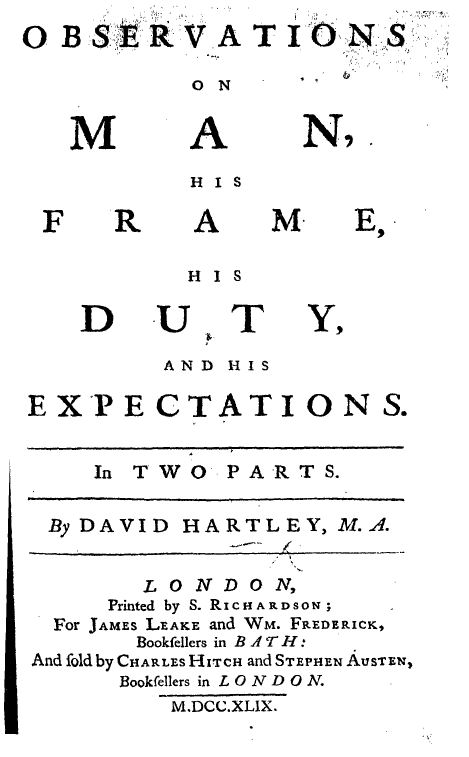
Observations on Man第1版の表紙

ハートリーの代表作である『人間論』(Observations on Man, his Frame, his Duty, and his Expectations)は1749年に出版される。これはエティエンヌ・ボノ・ドゥ・コンディヤックが『人間認識起源論』において類似の理論を提起した3年後のことである。『人間論』は二部構成であり、第一部は肉体と精神の構成、両者の繋がりや影響関係を扱い、第二部は人類の義務と宗教的期待が論じられている。
『人間論』はキリスト教護教論(apologetics)への思索、および「キリスト教の真理について」("Of the truth of the Christian Religion")というタイトルの神学論が含まれており、そこでは神の存在証明、聖書の霊的権威、神の存在の永遠性・無限性・非物質性、自由意志、奇跡、救済の条件等が論じられている。
ハートリーの友人であり、その理論の最大の擁護者はジョセフ・プリーストリーであった。プリーストリ―は1775年に『人間論』の編集版(Hartley's Theory of the Human Mind on the Principle of the Association of Ideas)を出版し、ハートリーの思想の普及(とりわけ、プリーストリ―が与していたユニテリアニズムのコミュニティへの普及)に大きく貢献した。

### 理論と方法
議論の骨子となるのは物理学・生理学理論としての「振動説」(the doctrine of vibrations)と心理学理論としての「観念連合説」(the doctrine of association)である。前者の振動説は、アイザック・ニュートンのエーテル概念を神経活動の説明モデルに転用したものであり、後者の観念連合説は、ジョン・ロックが人間精神の形成プロセスを感覚知覚から説明するために用いた理論を下敷きにしたものであった。ハートリーは、白板(タブラ・ラサ)としての人間精神が知覚経験の積み重ねによって感覚から最も遠い意識の状態へと成長していく、というロック的な経験構築の過程を振動説によって根拠付けようとした。さらに牧師のジョン・ゲイ(John Gay, 1699-1745)が書いた”the Dissertation concerning the Fundamental Principles of Virtue or Morality"からもヒントを得てて、共感や良心、信仰心も利己的な感情からの連合によって発達したものである、と論じている。ハートリーはこのように、振動説を「科学的」根拠として、ロック的心理学を道徳や宗教感情の原理にまで展開したのである。
また、ハートリーはこの二つの学説をリンクさせるために、「分析と総合」(Analysis and Synthesis)とニュートンが呼んでいた方法を採用する必要性を述べている。ハートリーは第一部の冒頭で、「振動説は一見連合説とつながりがないように思われるかもしれないが、これらの説は実際にはそれぞれ肉体と精神の力の法則を含んでいるものとわかれば、両方の学説、さらには肉体と精神が、相互関係にあることになるはずである。振動はその効果として連合を導き、連合は振動をその原因として指し示すことが予期される。」と述べ、「分析」を通じて両者をつなぐ行動全般の法則を発見、確立することで、そこから予想されうる道徳的・宗教的事象を「総合」的に説明することが本書の目指すところであると述べた。

#### 振動説
ハートリーの振動説は、生理学的および心的事象の密接なつながりを研究する現代の心理学への端緒を開くものであった。彼は感覚(sensation)は神経内の髄質(medullary substance)の微細な分子の振動によって生じるものと考え、それを裏付けるために、ニュートンの微細な弾性物質であるエーテルを説明に用いた。
エーテルは固体の微小の格子や他の物質との隣接状態の中では希薄であるが、それらから離れるほど動きが活発になり、振動を生じさせる。快感は穏やかな振動の結果であり、苦痛は神経の連結が壊れるほどの激しい振動の結果であるとされる。
そして、こうした振動が脳内に同種のかすかな振動への傾向性を与えるが、ハートリーはこれを微振動(vibratiuncle)と呼び、その振動と対応した「感覚の観念」(ideas of sensation)が発生する。これが、精神がもつことができる観念や理念の起源である。

#### 観念連合説
想起や思考一般の流れは、直接的に外的感覚に依存している場合を除き、脳内で熱と動脈の鼓動によって絶え間ない振動が生じることから説明される。こうした振動の性質は各人間の過去の経験やその場での状況によって左右され、そうした状況は何らかの支配的な傾向性を生み出すとされる。頻繁に連合する複数の感覚は、それに対応する観念に結びつけられ、連合した感覚に対応する観念がさらに連合し、その結びつきが強い場合には新しい単純観念(simple idea)が形成されることもある。そうした連合された観念に対しては、注意深く分析すれば要素に分けることは可能であるとされた。

### 自由意志
ハートリーはこのように感覚現象を詳細に分析した後、こうしたエーテルによる振動に基づく連合から、記憶、想像力、推論力といった知的・認知的能力までも説明する。ロックの「観念連合」という用語の下で、「観念」は感覚を除く全ての心的状態を含むものとなっていると言える。
例えば、純粋な無私の情(pure disinterested sentiment)なるものは、物理的振動によって引き起こされた快不快に基づく利己的な感情から由来したものでありながらも、他者に対する道徳的性質として実際に存在する、ということになる。
自発的行動もまた、物理的に見れば、「理念」(ideal)と運動振動(motory vibration)の、堅い結びつきから生まれるものであり、この点で自由意志をめぐる論争においては、ハートリーは決定論(determinism)の立場をとる。
自由意志が決定論的に理解されるというのは一見矛盾している(ハートリーは自由意志そのものを否定しているわけではない)が、ハートリーは個人は環境からの作用に由来する快不快に基づいて行動する存在でありながら、それが「賞罰」観念による動機に基づくものへと意識が高まる中で、宗教的義務観念が生まれ、最終的には神からの「期待」の中で宗教的自己が確立していくとした。このように、ハートリーは必然論的メカニズムに「合致するだけでなくそこから由来する」自由意志を規定することで、人間の精神と肉体の二元論的枠組みを一つの科学的法則の中で説明しなおそうとした。

## 著作
- Anon., An Introduction towards an Essay on the Origin of the Passions, in which it is endeavored to be shown how they are all acquired, and that they are none other than Associations of ideas of our own making, or that we learn from others (1741).
- Conjecturae quaedam de sensu, motu, et idearum generatione, Appendix to De Lithontriptico a Joanna Stephens nuper invento Dissertatio Epistolaris (Bath, 1746); repr. in Samuel Parr (ed.), Metaphysical Tracts by English Philosophers (1837); trans. Robert E.A. Palmer
- Various Conjectures on the Perception, Motion, and Generation of Ideas, with an Introduction and notes by Martin Kallich (Publication no. 77–8, Los Angeles, 1959).
- Anon., An Enquiry into the Origin of the Human Appetites and Affections shewing how each arises from Association, with an account of the entrance of moral evil into the world, to which are added Some Remarks on the Independent Scheme, which deduces all obligation on God’s part and Man’s from certain abstract relation, truth, &c. (Lincoln, 1747; repr. in Samuel Parr).
- Observations on Man, his Frame, his Duty, and his Expectations. In Two Parts. Cambridge UP, 2013.
- Prayers and Religious Meditations (Bath, 1810; R. Cruthwell, 1814).